# Lily Rabe
Lily Rabe, född 29 juni 1982 i New York, är en amerikansk skådespelare. Hon har bland annat medverkat i TV-serien American Horror Story. Hon har även uppmärksammats för att ha spelat rollen som Portia i en uppsättning av Köpmannen i Venedig på Broadway 2010–2011.
Lily Rabe är dotter till dramatikern David Rabe och skådespelaren Jill Clayburgh. Hon har studerat drama vid Northwestern University i Illinois.

## Filmografi i urval
- 2003 – Mona Lisas leende
- 2006 – A Crime
- 2007 – Kärlek på menyn
- 2010 – All Good Things
- 2008 – What Just
- 2011 – American Horror Story: Murder House (TV-serie)
- 2012–2013 – American Horror Story: Asylum (TV-serie)
- 2013–2014 – American Horror Story: Coven (TV-serie)
- 2014 – The Hunger Games: Mockingjay – Part 1
- 2023 – Love & Death (TV-serie)
- 2025 – A Big Bold Beautiful Journey